# Казма (футбольний клуб)
Спортивний клуб «Казма» (араб. نادي كاظمة الرياضي) — професіональний кувейтський футбольний клуб з міста Ель-Кувейт, заснований в 1964 році. Команда зараз виступає в Прем'єр-лізі Кувейту. Свої домашні поєдинки команда проводить на стадіоні «Аль-Садаква Вальсалам» у Аділії, пригороді Ель-Кувейта.
Крім футболу, у клубі є команди з гандболу, баскетболу, волейболу, водного поло, сквошу, легкої атлетики, гімнастики, плавання, боксу, дзюдо, важкої атлетики, тхеквондо та хокею на льоду.

## Історія
Футбольний клуб було засновано 1964 року. Найбільші успіхи клубу припали на вісімдесяті та дев'яності роки, коли він чотири рази виграв чемпіонат Кувейту та шість разів Кубок Еміра Кувейту. На міжнародному рівні «Казма» вигравала Кубок чемпіонів Перської затоки в 1987 і 1995 роках і тричі був чвертьфіналістом Кубка володарів кубків Азії.
21 грудня 2009 року під керівництвом Іліє Балачі «Казма» на честь 45-річчя клубу провела товариський матч проти чемпіона Іспанії «Барселони». Матч закінчився нічиєю 1-1 (голи забивали Абдулла Аль-Дафірі у господарів та Боян Кркич у гостей), а каталонці отримали € 1,7 млн за участь в матчі.
У 2011 році після тривалого періоду без трофеїв клуб вперше у новому сторіччі здобув Кубок Еміра Кувейту, здолавши у фіналі «Аль-Кувейт» (1:0).

## Досягнення

### Національні
- Прем'єр-ліга
  -  Чемпіон (4): 1986, 1987, 1994, 1996
  -  Срібний призер (5): 1989, 1997, 1998, 2007, 2009

- Кубок Еміра Кувейту
  -  Володар (8): 1982, 1984, 1990, 1995, 1997, 1998, 2011, 2022
  -  Фіналіст (11): 1979, 1980, 1983, 1985, 1986, 1988, 2001, 2005, 2012, 2017, 2023

- Кубок наслідного принца Кувейту
  -  Володар (1): 1995
  -  Фіналіст (1): 2007

- Кубок Федерації футболу Кувейту
  -  Володар (2): 2016, 2018
  -  Фіналіст (2): 2009, 2012

- Суперкубок Кувейту
  -  Фіналіст (3): 2011, 2022, 2023

- Кубок Аль-Хурафі
  -  Володар (2): 2004, 2007

### Міжнародні
- Кубок чемпіонів Перської затоки
  -  Володар (2): 1987, 1995
  -  Фіналіст (2): 1988, 1997

## Відомі гравці
| - Адам Мурджан - Джамаль Аль-Кабенді - Абдулла Маюф - Хамуд Аль-Шеммарі | - Муаяд Аль-Хаддад - Нассір Аль-Ганім - Юссеф Аль-Суваєд - Мохамед Хусейн | - Ахмед Фатхі - Джамал Мохамед |

## Головні тренери
| Роки                       | Тренер            | Громадянство |
| -------------------------- | ----------------- | ------------ |
| 1985–90                    | Едді Фірмані      | Італія       |
| 1994–96                    | Мілан Мачала      | Чехія        |
| 1997–99                    | Тео Бюкер         | Німеччина    |
| 1999                       | Адам Мурджан      | Кувейт       |
| 2001–02                    | Фоузі Ібрагім     | Кувейт       |
| 2002–03                    | Асасіу Каземіру   | Португалія   |
| червень – листопад 2004    | Жуліо Сезар Леал  | Бразилія     |
| 2004–05                    | Йоган Боскамп     | Нідерланди   |
| 2005–06                    | Златко Крмпотич   | Сербія       |
| червень 2006 — липень 2007 | Жозе Гарріду      | Португалія   |
| 2007–08                    | Маринко Колянин   | Хорватія     |
| 2008–09                    | Робертіньо        | Бразилія     |
| 2009–10                    | Іліє Балачі       | Румунія      |
| 2010                       | Джамал Якуб       | Кувейт       |
| 2010 — червень 2012        | Мілан Мачала      | Чехія        |
| липень 2012—2013           | Миодраг Радулович | Чорногорія   |
| 2013–2015                  | Ясенір Сільва     | Бразилія     |
| травень 2015 — липень 2017 | Флорін Мотрок     | Румунія      |
| липень 2017 —              | Тоні Олівейра     | Португалія   |